# Mosman Bay
Mosman Bay är en vik i Australien. Den ligger i delstaten Western Australia, omkring 10 kilometer sydväst om delstatshuvudstaden Perth.
Runt Mosman Bay är det i huvudsak tätbebyggt. Runt Mosman Bay är det mycket tätbefolkat, med 1 754 invånare per kvadratkilometer. Genomsnittlig årsnederbörd är 1 018 millimeter. Den regnigaste månaden är maj, med i genomsnitt 176 mm nederbörd, och den torraste är februari, med 9 mm nederbörd.